# 道路整備特別措置法
道路整備特別措置法（どうろせいびとくべつそちほう、昭和31年3月14日法律第7号）は、その通行または利用について料金を徴収することができる道路の新設、改築、維持、修繕その他の管理を行う場合の特別の措置を定め、もって道路の整備を促進し、交通の利便を増進することに関する法律である。

## 概要
道路法に基づく道路は国や地方公共団体により租税によって作られ維持される「道路無料公開の原則」となっているが、その例外を定めるものである。現行法は同名の1952年に成立した昭和二十七年法律第百六十九号を廃止して成立した。旧法では維持や修繕は対象に含まれず、道路管理者が直接管理することを想定されていたが、新法によって日本道路公団を設立し、建築、管理などを行う規定が設けられた。
その後、首都高速道路公団、阪神高速道路公団、本州四国連絡橋公団の設立、地方道路公社の規定や、道路関係四公団の民営化にかかる変更などを経て現在に至る。

## 構成
- 第1章 総則（第1条・第2条）
- 第2章 会社による高速道路の整備等（第3条 - 第9条）
- 第3章 地方道路公社及び有料道路管理者による道路の整備等（第10条 - 第20条）
- 第4章 雑則（第21条 - 第56条）
- 第5章 罰則（第57条 - 第59条）
- 附則

## 下位法令
- 道路整備特別措置法施行令（政令）
- 道路整備特別措置法施行規則